# Усердный денщик
«Усердный денщик» (1908) — один из первых российских короткометражных игровых художественных немых фильмов, первая русская кинокомедия.

## Сюжет
«Вестник кинематографов в Санкт-Петербурге» о фильме:

Пьеса эта поставлена и разыграна артистами Санкт-Петербургских театров. Прекрасно исполненная небольшая пьеска построена на многих комических эффектах и вызывает у зрителей весёлый смех. Содержание её следующее.
Старый генерал, ухаживающий за своей кухаркой, чтобы иметь лишний предлог полюбезничать с ней, принёс на кухню листы клейкой бумаги от мух. Исполняя барский приказ, горничная разложила их повсюду где надо и где не надо. Явившийся на смену генералу денщик в пылу любовного объяснения садится на стул, где лежит лист клейкой бумаги. Но ужас! Пытаясь снять злополучную бумагу, он приклеивает то одну, то другую руку, пока наконец не догадывается снять с бумагой белые перчатки. Покончив с этой трудной операцией и видя, что кухарка отлучилась из кухни, лакомка-денщик второпях схватил горячую тарелку и выронил её из рук и затем, взяв кастрюлю с горячими пирожками и быстро проглатывая их один за другим, стал очищать большую посудину. Появление кухарки заставило его оставить пирожки и объяснить, что тарелка разбилась сама собой. Несчастья преследуют его и дальше, и второпях он садится на брошенное на стул шитьё, в котором торчала игла. Вскочив от укола, он вырвал иглу и галантно поднес её своей возлюбленной. Заслужив своей любезностью прощение, он старается помочь ей, вытирая и складывая посуду, и, желая убрать со стола целую массу тарелок, заглядевшись на кухарку, споткнулся, и, лежа уже на полу, он цепко держит тарелки в руках. Несчастья не оканчиваются этим, и, пытаясь подняться, он выпускает из рук все тарелки и бьёт их на мелкие куски. Возмущённая кухарка отталкивает своего возлюбленного и половой шваброй выгоняет его вон. Бедный денщик на последние деньги купил посуду и хотел загладить свою вину, но тут же злополучный рок преследует его вновь. Едва является он с целой грудой новых тарелок на кухню, как, увидав своего генерала, любезничающего с кухаркой, воспылал ревностью, в замешательстве задел посудный шкаф, повалил его — и новые тарелки и шкаф обрушились на старого генерала. А лакомка-денщик, думая воспользоваться хоть этим замешательством и попробовать крема, был пойман за ухо на месте преступления и с замазанным лицом подведён к рампе.

Сколько злоключений преследовало в этот несчастный день усердного денщика!

## Роли
- В. Гарлин — генерал
- Н. Я. Филиппов — денщик

## Интересные факты
- Премьера фильма состоялась 1 декабря (14 декабря по новому стилю) 1908 года.
- Метраж фильма — 80 метров.
- Фильм сохранился без надписей.